# Bisdom Viviers
Het bisdom Viviers (Latijn: Dioecesis Vivariensis) is een rooms-katholiek bisdom in Frankrijk met als bisschopszetel Viviers. Het werd opgericht in het Romeinse keizerrijk na het Edict van Milaan in de 4e eeuw en bestaat sindsdien onafgebroken uitgezonderd een korte onderbreking aan het begin van de 19e eeuw.
Het grondgebied van het bisdom vandaag is deze van het departement Ardèche. De bisschopszetel is de Sint-Vincentiuskathedraal in Viviers.

## Geschiedenis
De heilige Andeolus, die op uitnodiging van bisschop Ireneüs van Lyon vanuit Smyrna in Klein-Azië naar Gallië kwam, wordt gezien als de missionaris die Vivarais in de Rhônevallei kerstende. Het bisdom ontstond in de 4e eeuw in Alba Helviorum (Alba-la-Romaine), de toenmalige hoofdstad van de Gallo-Romeinse stam van de Helvii. De eerste bisschop zou Janvier geweest zijn. Rond 475 verhuisde de hoofdstad van de Helvii naar Viviers en daarmee ook de bisschopszetel. Het grondgebied van het bisdom was kleiner dan het huidige grondgebied en kwam overeen met de historische provincie Vivarais.
In 1119 werd begonnen met de bouw van de huidige kathedraal. Van het einde van de 16e eeuw tot 1742 zetelden de bisschoppen van Viviers feitelijk in Bourg-Saint-Andéol en lieten daar ook een bisschoppenpaleis bouwen.
Met het concordaat van 1801 werd het bisdom Viviers afgeschaft en gevoegd bij het bisdom Mende. Het werd weer opgericht op 6 oktober 1822 door de pauselijk bul Paternae caritatis.

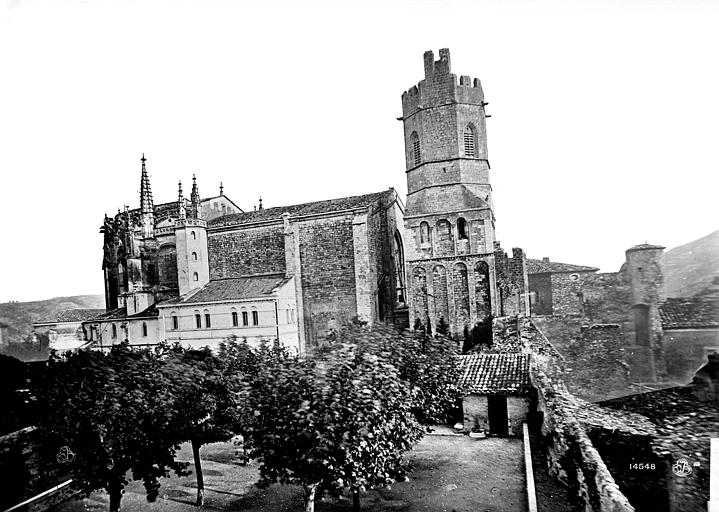
Sint-Vincentiuskathedraal in Viviers
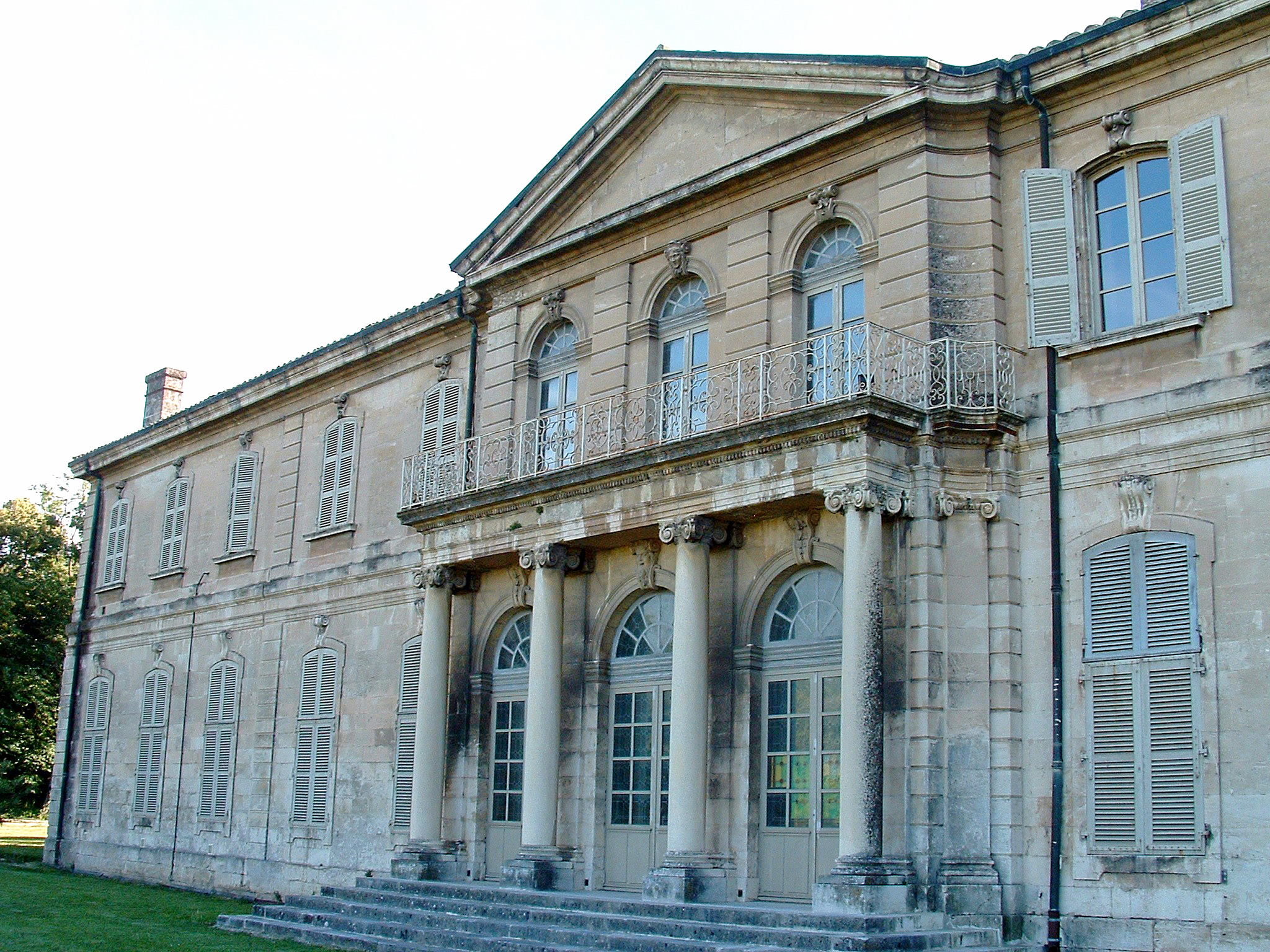
Bisschoppelijk paleis van Viviers
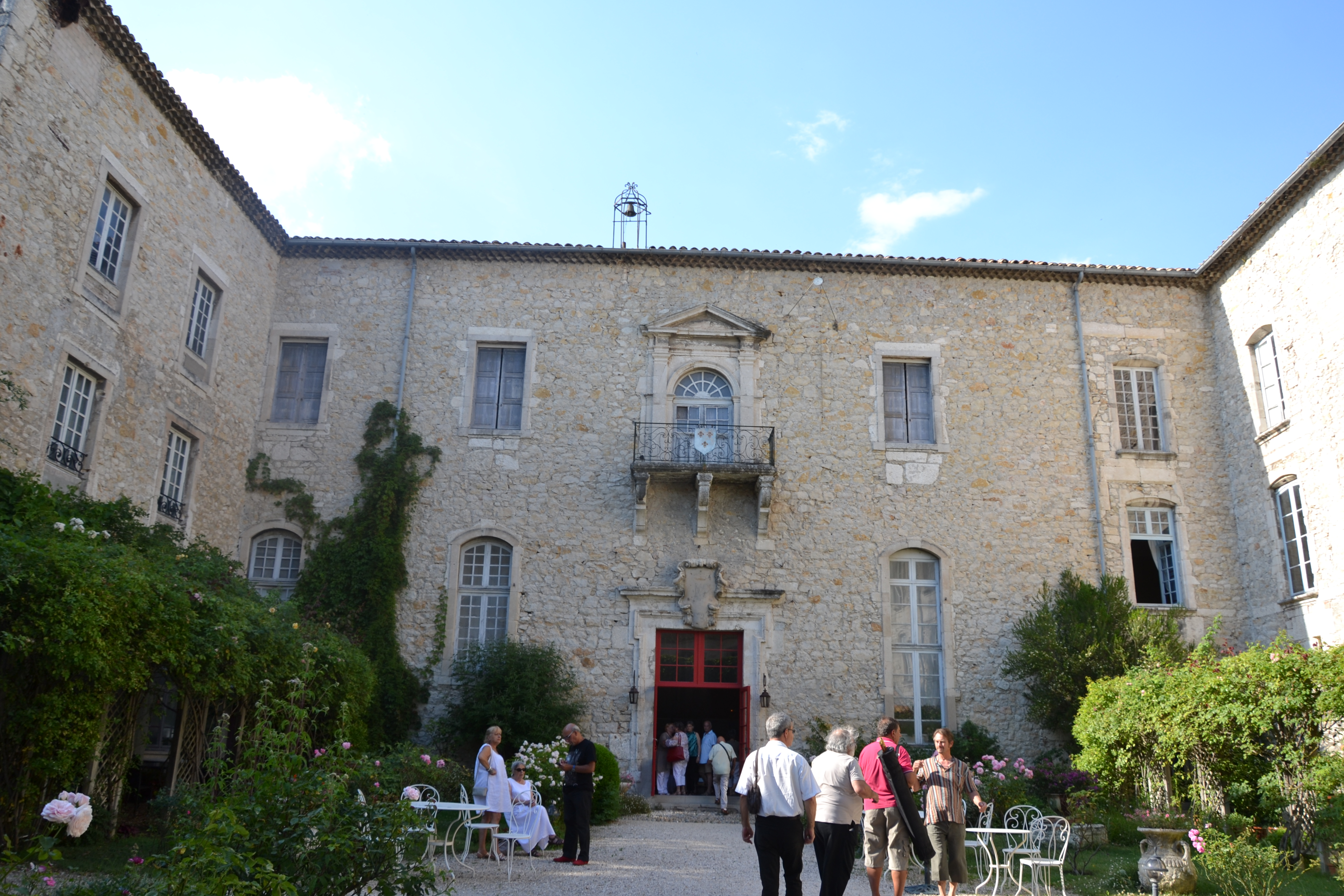
Paleis van de bisschoppen in Bourg-Saint-Andéol

## Enkele bisschoppen
- Janvier, 4e eeuw
- Bernoin, ca. 850-873
- Léger, 12e eeuw

### Lijst van bisschoppen vanaf heroprichting
- André Molin (1823-1825)
- Abbon-Pierre-François Bonnel de la Brageresse (1825-1841)
- Joseph Hippolyte Guibert, O.M.I. (1842-1857)
- Louis Delcusy (1857-1876)
- Joseph-Michel-Frédéric Bonnet (1876-1923)
- Etienne-Joseph Hurault (1923-1930)
- Pierre-Marie Durieux (1931-1937)
- Alfred Couderc (1937-1965)
- Jean Hermil (1965-1992)
- Jean Marie Louis Bonfils, S.M.A. (1992-1998)
- François Blondel (1999-2015)
- Jean-Louis Balsa (2015-2023)
- Hervé Giraud (2024-)